# 安積親王陵墓
安積親王墓（あさかしんのうはか）とは、京都府相楽郡和束町に現存する古墳である。俗称：太鼓山古墳。
明治11年（1878年）に安積親王の墓に認定された。

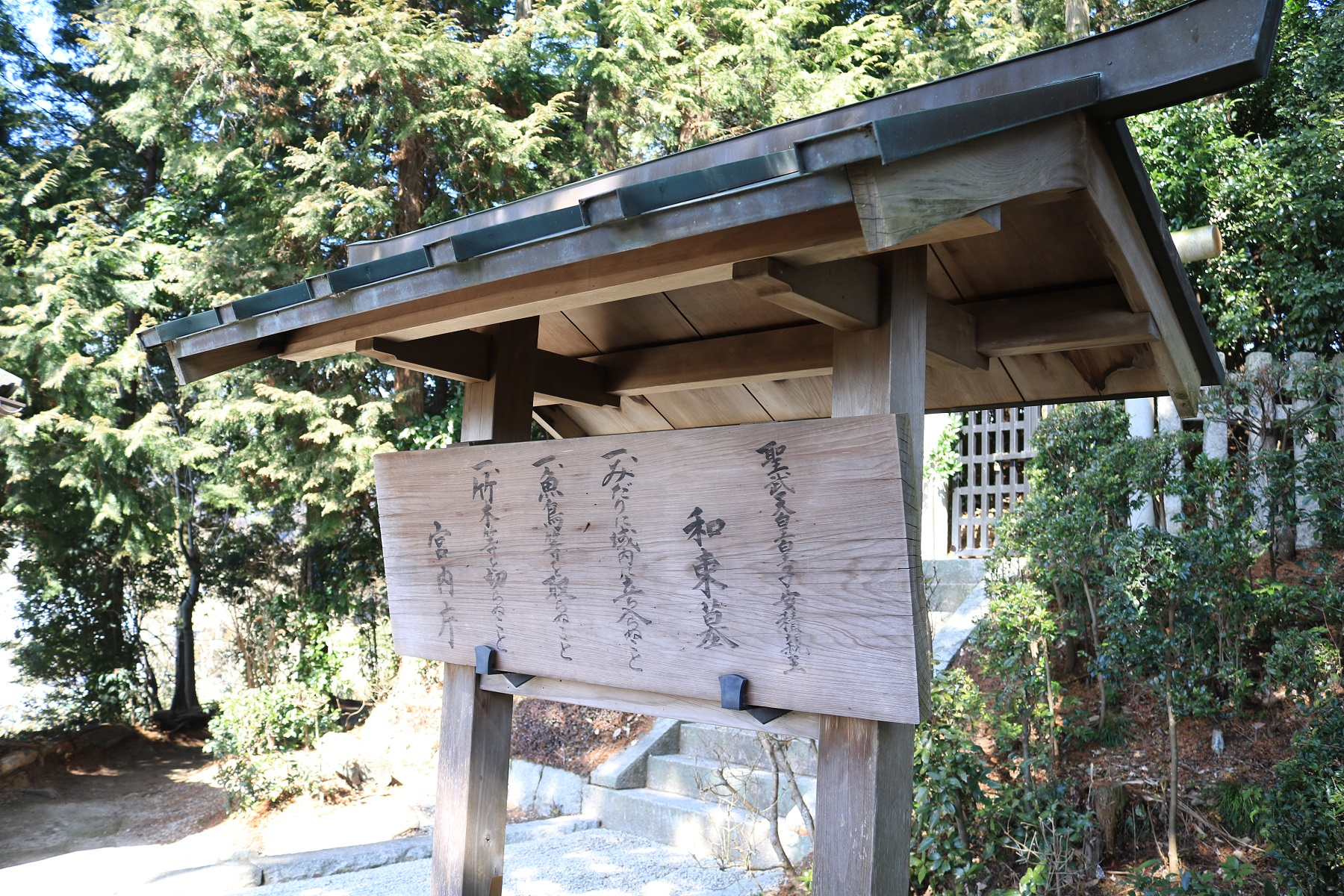
安積親王陵墓前にある宮内庁の立札

## 概要
京都府相楽郡和束町大字白栖小字大狭間・大字釜塚小字神上の字堺に位置する。明治11年（1878年）に発見され、宮内省により安積親王の陵墓として決められた。
- 円形：径8ｍ
- 高さ：1.5ｍ
- 墓域：988㎡

- 参道の延長：92ｍ

神上山と呼ばれる丘に築かれ、形状から古墳時代の円墳の可能性が指摘されている。